# René Verheyen
René Verheyen est un footballeur belge, né le 20 mars 1952 à Beerse (Belgique), reconverti en entraîneur. Après avoir fait une longue carrière comme joueur puis technicien au FC Bruges, il entraîne le KMSK Deinze.

## Biographie
Verheyen commence à jouer au Lentezon Beerse, puis au KV Turnhout, avant d'être recruté par le KSC Lokeren. Avec ce club, en 1981, il est finaliste de la Coupe de Belgique. En 1983, il part au FC Bruges, où en 1986, il remporte une nouvelle fois la Coupe. Il est sélectionné 24 fois avec les Diables Rouges et participe à la Coupe du monde 1982 en Espagne et au Championnat d'Europe en 1980 en Italie et en 1984 en France.
Après une saison au KAA La Gantoise et 429 matches au plus haut niveau, Verheyen devient entraîneur-joueur au KWSC Lauwe à partir de 1988. Un an plus tard, il devient l'entraîneur du KSV Waregem. Il est congédié après un an et demi, pour devenir entraîneur adjoint au FC Bruges. Il assiste alors Hugo Broos, puis Éric Gerets. En 1999, il dirige lui-même les joueurs du club flamand, mais sans grand succès. Il est ensuite l'adjoint de Trond Sollied, puis de Jan Ceulemans. Il quitte le club brugeois en avril 2006. Depuis novembre 2007, il entraîne le KMSK Deinze jusqu'au terme de la saison 2008-2009.

## Palmarès de joueur
- International belge (24 sélections et 3 buts marqués)
- Vice-champion d'Europe en 1980 avec la Belgique
- Vainqueur de la Coupe de Belgique en 1986 avec le FC Bruges
- Finaliste de la Coupe de Belgique en 1981 avec le KSC Lokeren
- Vice-Champion de Belgique en 1985 et 1986 avec le FC Bruges

## Palmarès d'entraîneur
- Vice-Champion de Belgique en 1999 avec le FC Bruges (comme entraîneur)
- Champion de Belgique en 1996, 1998, 2003 et 2005 avec le FC Bruges (comme entraîneur-adjoint)
- Vice-Champion de Belgique en 1994, 1997, 2000, 2001, 2002 et 2004 avec le FC Bruges (comme entraîneur-adjoint)
- Vainqueur de la Coupe de Belgique en 1995, 1996, 2002 et 2004 avec le FC Bruges (comme entraîneur-adjoint)
- Finaliste de la Coupe de Belgique en 1998 et 2005 avec le FC Bruges (comme entraîneur-adjoint)
- Vainqueur de la Supercoupe de Belgique en 1994, 1996, 1998, 2002, 2003, 2004 et 2005 avec le FC Bruges (comme entraîneur-adjoint)